# Bill Fiske, Baron Fiske
William Geoffrey „Bill“ Fiske, Baron Fiske Kt OBE (* 3. Juli 1905; † 13. Januar 1975) war ein britischer Politiker. Er war der erste Vorsitzende des Greater London Council (GLC) und beaufsichtigte die Dezimalisierung des Pfund Sterling als Präsident des Decimal Currency Board.

## Berufliche und politische Laufbahn
Bill Fiske entstammte einer Mittelschicht-Familie, in der Politik eine große Rolle spielte. Er besuchte die Berkhamsted Collegiate School und arbeitete nach seinem Abschluss für die Bank of England. Nach zwölf Jahren dortiger Berufstätigkeit nahm er 1935 die Möglichkeit wahr, mit einer generösen Pension die Bank zu verlassen und um als Geschäftsführer zu arbeiten.
Bei Ausbruch des Zweiten Weltkriegs wurde Fiske in die Verwaltung einberufen. 1945 kandidierte er erfolglos für die Labour Party im Wahlkreis von Süd-Hampstead. Im Jahr darauf wurde er in das London County Council (LLC) gewählt. Er begeisterte sich zunehmend für die Arbeit auf lokaler Ebene, so dass er seine früheren Ambitionen, Parlamentsabgeordneter zu werden, zurückstellte. Er wurde Parlamentarischer Geschäftsführer der Labour-Fraktion. Da er bei manchen seiner Kollegen nicht beliebt war, wurde er nach der Auflösung des LLC als Kandidat für die GLC, das als unbedeutend angesehen wurde. Bei den Wahlen 1964 machte er Wahlkampf mit der Forderung nach Ausbau des Sozialen Wohnungsbaus. Fiske gewann seinen Wahlkreis und Labour die gesamte Wahl. Nachdem Labour im selben Jahr auch die Unterhauswahlen für sich entscheiden konnte, wurde Fiske 1965 zum Knight Bachelor geschlagen.
Unter Fiskes Leitung kam es zeitweilig zu Reibereien mit den Borough, die es nicht akzeptieren wollten, wenn das GLC Maßnahmen gegen deren Willen durchsetzen wollte. Als besonderes Problem erwies sich das wachsende Verkehrsaufkommen in der Stadt. Fiske schlug höhere Parkgebühren für Inner London vor mit Parkausweisen für die Bewohner der betroffenen Viertel. Er engagierte sich auch für die Kunst, befürwortete den Bau des Royal National Theatre und wurde selbst Mitglied des Aufsichtsrates. Allerdings gelang es ihm während seiner Amtszeit nicht, die Wohnungsmiete so niedrig zu halten wie er es gewünscht hatte. Bei den Wahlen im Jahre 1967 erlitt Labour eine vernichtende Niederlage, und Fiske verlor seinen Wahlkreis. Er wurde zum Life Peer mit dem Titel Baron Fiske, of Brent in Greater London, erhoben.

## Die Dezimalisierung des Pfunds
Der damalige Schatzkanzler James Callaghan ernannte Fiske 1966 zum Vorsitzenden des Decimal Currency Board. Er wurde beauftragt, die Dezimalisierung des Pfunds durchzuführen, das damals auf 20 Schillinge aufgeteilt war, von denen jeder Schilling zwölf Pence umfasste. Fortan sollten 100 neue Pence gleich einem Pfund sein.
Fiske leitete eine ehrgeizige Kampagne in den folgenden fünf Jahren bis zum Wechsel, um die Bürger und die Wirtschaft auf die Folgen der Dezimalisierung vorzubereiten. Es wurden Informationsfilme gedreht und im Fernsehen gezeigt sowie Broschüren verteilt. Als Datum für den Wechsel, bekannt als Decimal day oder D day wurde auf den 15. Februar 1971 festgelegt. Trotz einiger Vorhersagen, die Umstellung würde als Disaster enden, ging der D day reibungslos vonstatten. Das Board wurde 1971 aufgelöst, und Fiske ging in den Ruhestand. Seine Themen während seiner Zeit im Oberhaus waren die Unterstützung von Mietern in Sozialwohnungen, staatliche Kontrolle von Immobilienmaklern sowie die bessere Versorgung von Diabeteskranken.